# Nagoya Dome
 (décembre 2023).
Si vous disposez d'ouvrages ou d'articles de référence ou si vous connaissez des sites web de qualité traitant du thème abordé ici, merci de compléter l'article en donnant les références utiles à sa vérifiabilité et en les liant à la section « Notes et références ».
Le Nagoya Dome (en japonais : ナゴヤドーム), construit en 1997, est un stade de baseball situé dans la ville de Nagoya au Japon. Il peut accueillir 40 500 spectateurs, et sert pour les matches à domicile des Chunichi Dragons. Il a parfois servi aux équipes des Orix Blue Wave et des  Ōsaka Kintetsu Buffaloes.
D'autres événements, comme des concerts donnés par Billy Joel, Céline Dion ou encore les "Trois ténors" José Carreras, Plácido Domingo, Steve Barakatt et Luciano Pavarotti s'y sont tenus.

## Événements
4 decembre 2019 = MAMA (Mnet Asian Music Awards) 2019

## Dimensions
- Left Field (Champ gauche) - 100 mètres
- Center Field (Champ centre) - 122 mètres
- Right Field (Champ droit) - 100 mètres

## Galerie

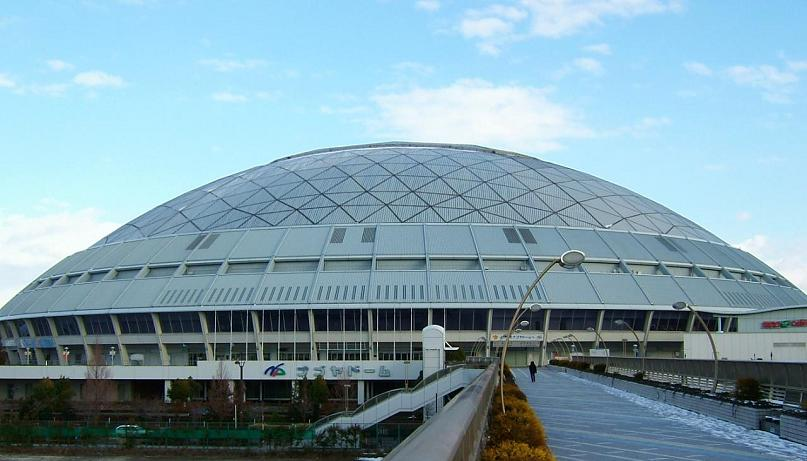
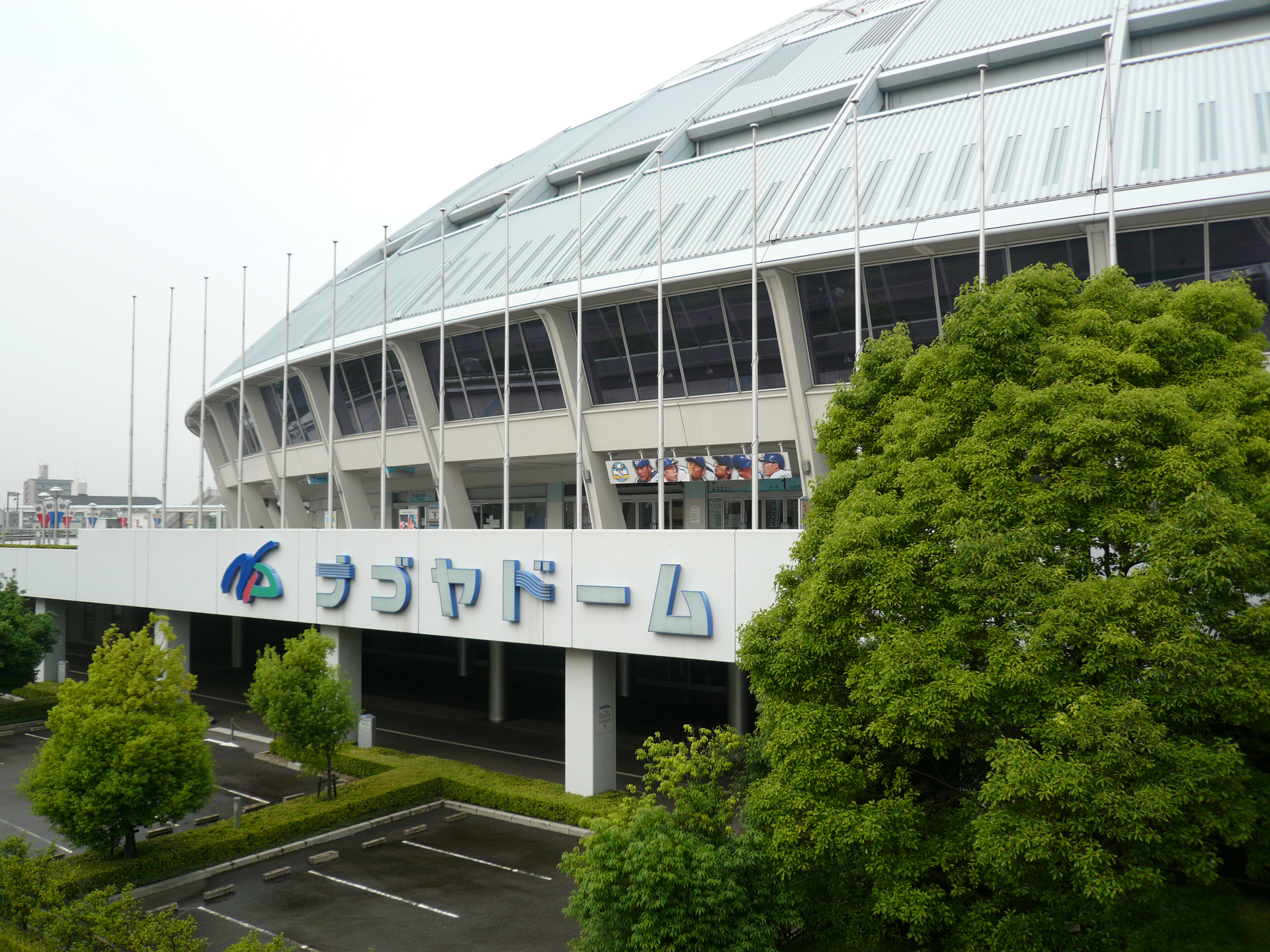
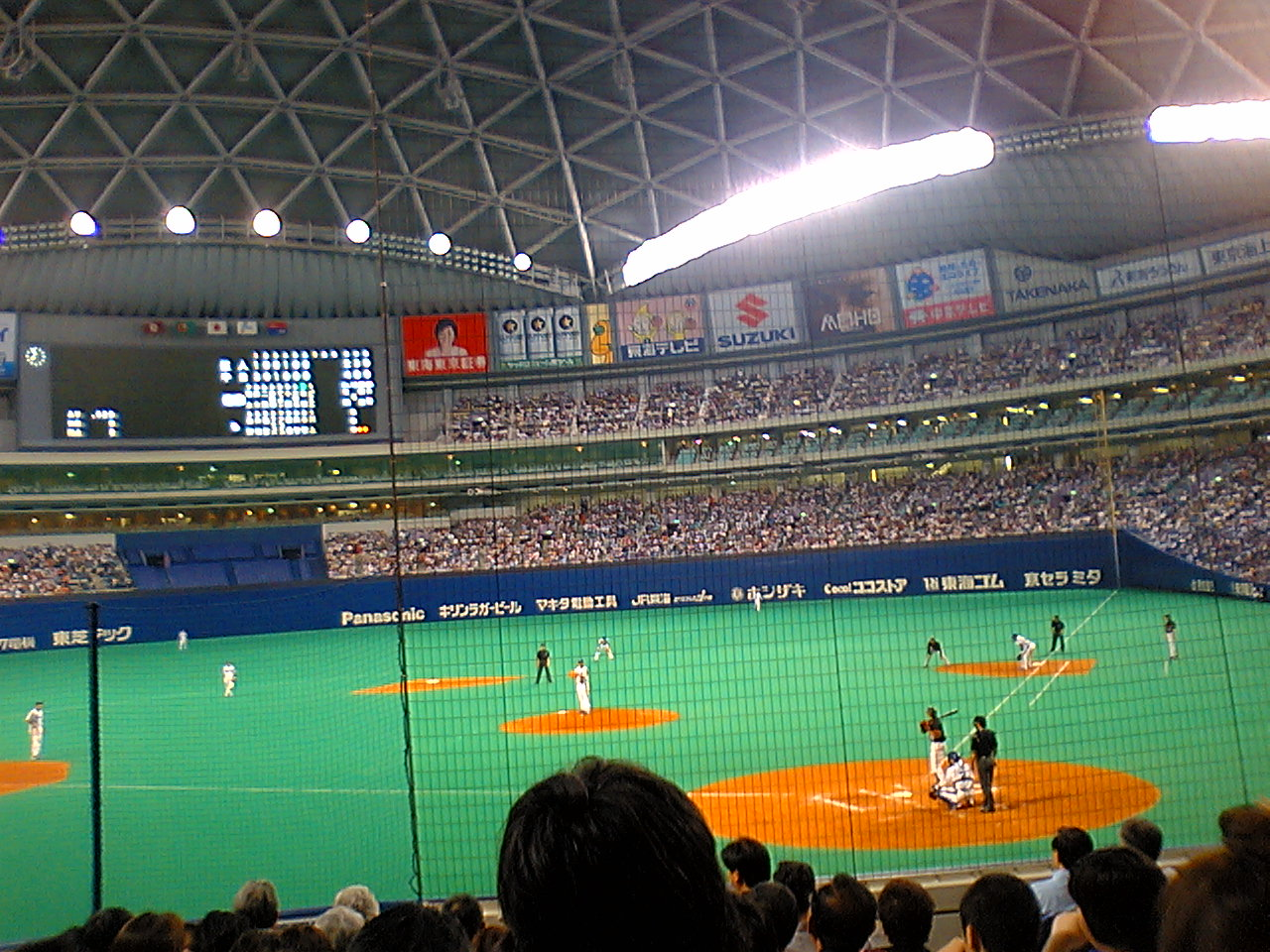
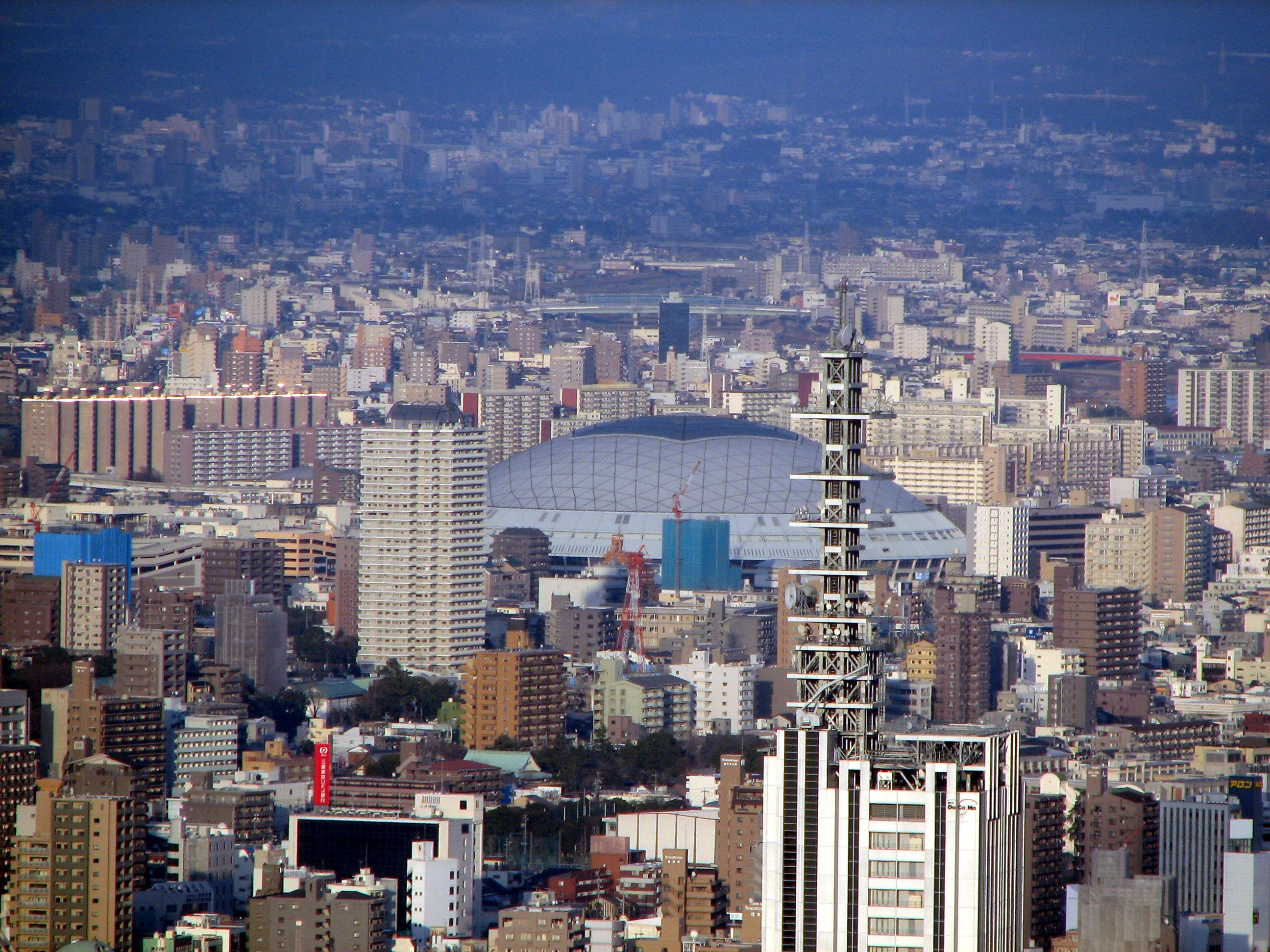